# Carlo Maria Oliva
Carlo Maria Oliva (Roma, 20 novembre 1949) è un diplomatico italiano.
Si è laureato in Giurisprudenza presso l'Università di Roma nel 1973 ed è entrato nella carriera diplomatica nel 1975. Dopo aver lavorato alla Direzione Generale per il Personale, nel 1979 è incaricato alla rappresentanza presso le organizzazioni internazionali a Ginevra, seguendo i lavori della Conferenza del Disarmo; in seguito diventa funzionario vicario ad Madinat al-Kuwait, durante il conflitto tra Iraq ed Iran. Dopo un secondo periodo alla Direzione Generale per il Personale, viene destinato come consigliere alla rappresentanza italiana presso la NATO a Bruxelles, dove si occupa di economia e della cooperazione negli armamenti durante il periodo conclusivo della Guerra Fredda.
Tornato al Ministero, assume la direzione dell'Ufficio Movimenti presso la Direzione Generale del Personale, per ritornare nel 1996 a Bruxelles nella Rappresentanza all'Unione europea, per seguire i dossier del mercato interno e della ricerca. Dal 2001 è Console Generale a Ginevra. Rientrato a Roma nel 2002, dopo una breve parentesi al Personale, è nominato Vice Direttore Generale e poi Direttore Generale per l'Integrazione Europea. Dal 2007 assume il ruolo di Vice Segretario Generale; viene nominato Ambasciatore di grado nel 2010. Il 28 agosto 2010 è stato nominato a Capo della rappresentanza permanente italiana all'Organizzazione per la Cooperazione e lo Sviluppo Economico (OCSE).